# Choice of Weapon
Choice of Weapon ist das neunte Studioalbum der britischen Rockband The Cult. Es erschien am 22. Mai 2012, nachdem es bereits zuvor für 2011 angekündigt worden war.

## Entstehung
Das Album wurde ab März 2011 mit Chris Goss aufgenommen. Dieser hatte auch 2010 die Capsule-EPs produziert. Goss steuerte auch zusätzliche Gitarrenspuren sowie Hintergrundgesang bei. Die Aufnahmen fanden in New York City, Los Angeles und der „kalifornischen Wüste“ statt. Im November 2011 wurde bekannt, dass auch Bob Rock an der Produktion mitwirkt.
Dies begründete Ian Astbury damit, die Zusammenarbeit mit Chris Goss habe sich etwas „abgenutzt“:

„We began with Chris Goss, who is a very close friend and somebody I've been friends with for over 20 years. And we always talked about doing a CULT record together. Chris did all the refinement, helping us find the material, craft it, and I think we've been at it for quite a while. It just became attrition. Everyone was getting kind of exhausted. Kind of wearing each other out in the studio.“

## Titelliste
Alle Stücke wurden von Ian Astbury und Billy Duffy geschrieben.
1. Honey from a Knife – 3:06
2. Elemental Light – 4:45
3. The Wolf – 3:33
4. Life>Death – 5:32
5. For the Animals – 4:28
6. Amnesia – 3:02
7. Wilderness Now – 4:33
8. Lucifer – 4:40
9. A Pale Horse – 3:14
10. This Night in the City Forever – 4:45

Bonus-Disk (Deluxe-Edition)
1. Every Man and Woman Is a Star – 3:26
2. Embers – 5:01
3. Until the Light Takes Us – 4:19
4. Siberia – 3:36